# Noces de sang (film, 1941)
Pour les articles homonymes, voir Noces de sang.
Pour plus de détails, voir Fiche technique et Distribution.
Noces de sang (Nozze di sangue) est un film dramatique italien réalisé par Goffredo Alessandrini et sorti en 1941.
Il s'agit d'une adaptation de la nouvelle Immacolata de Lina Pietravalle (it).

## Synopsis
L'action se déroule dans un État sud-américain non précisé, au XIXe siècle. Immacolata, mariée par procuration, rejoint son fiancé, un bûcheron émigré ; à son arrivée, au port, elle trouve un homme, portant les signes convenus, et passe la première nuit avec lui sans savoir qu'elle concède sa virginité non pas à Gidda mais à Pietro, un rival de son vrai mari qui voulait se venger de lui. La rencontre d'Immacolata avec Gidda n'est pas des plus heureuses : la jeune mariée n'est accueillie dans la maison que par pitié, négligée, maltraitée et finalement abandonnée par son mari pour retrouver une amante, une femme de mauvaise réputation nommée Nazaria. La rivale revient se mêler de tout et, lors d'une fusillade, finit par blesser mortellement Immacolata qui tentait de protéger son mari. Trop tard, Gidda se rend compte de sa dramatique erreur.

## Fiche technique
- Titre français : Noces de sang[1],
- Titre original italien : Nozze di sangue[2]
- Réalisation : Goffredo Alessandrini
- Scénario : Goffredo Alessandrini, Vittorio Cottafavi, Giuseppe Zucca, Gherardo Gherardi, d'après la nouvelle Immacolata de Lina Pietravalle (it) (1887-1956).
- Photographie : Aldo Tonti
- Montage : Giancarlo Cappelli (it)
- Musique : Enzo Masetti
- Décors : Salvo D'Angelo
- Société de production : Sovrana Film
- Pays de production :  Royaume d'Italie
- Langue originale : italien
- Format : Noir et blanc - Son mono
- Genre : film dramatique
- Durée : 87 minutes
- Date de sortie :
  - Royaume d'Italie : 17 septembre 1981

## Distribution
- Beatrice Mancini : Immacolata
- Fosco Giachetti : Gidda
- Luisa Ferida : Nazaria
- Nino Pavese : Pietro
- Adele Garavaglia : Gliceria, la servante
- Emilio Petacci : Le marié par procuration
- Felice Romano (acteur) : Matteo
- Fedele Gentile : Raffaele
- Achille Majeroni (it) : Le locataire de la menuiserie
- Giuseppe Bordonaro : Bûcheron
- Claudia Marti : Lina
- Bella Starace Sainati : Paysanne
- Umberto Spadaro : Maso
- Felice Minotti Bûcheron
- Elio Marcuzzo : Angelo
- Vasco Creti : Le maître
- Mirella Scriatto : La femme du bûcheron
- Katia Odinzova : La danseuse
- Enrico Glori : Cocoli
- Ada Dondini : Lucia